# Apostoli atyák
Az apostoli atyák az ókeresztény íróknak az a kisebb csoportja, akik az 1. század végén vagy a 2. század elején éltek, és még ismerhették Jézus apostolait, vagy tágabb értelemben a gondolkodás- és kifejezésmód tekintetében közel álltak az apostoli kor szelleméhez. 
A fogalom ismeretlen volt az ősegyházban, az Jean-Baptiste Coteliertől, a neves teológustól származik, aki „Patres aevi apostolici" című, 1672-ben megjelent munkájában használta először. Ő a következő öt szerzőt és műveiket sorolta ide:
- Barnabás levele
- Kelemen Korintusiakhoz írt első és második levele
- Antiochiai Ignác hét levele
- Szmirnai Polikárp levele
- Hermasz: Pásztor

A későbbi felfedezések után a hagyományos szövegkiadások ezekhez sorolták:
- Papiasz Hierapolitész töredékei
- Levél Diognétoszhoz
- Athéni Quadratus apológiája
- Didakhé

J. A. Fisher másként csoportosított szövegkiadásában. Ő két csoportra osztotta ezeket az írásokat, "Az apostoli atyák írásai" cím alatt csak az első Kelemen-levelet, Szent Ignác hét levelét, Polikárp levelét, a Quadratus-töredéket hozza, a többi írást a pszeudoepigrafák körébe utalja, "Az őskereszténység írásai" cím alatt. Ez abból adódott, hogy irodalomtörténeti szempontból nem lehet egységes csoportról beszélni. Hermász Pásztora és a Barnabás levél formája és tartalma miatt az apokrifekhez sorolható, míg a Diognétoszhoz írt levelet célkitűzése az apologétákhoz viszi közel.
Az apostoli atyák művei pasztorális jellegűek. Tartalmuk és stílusuk elsősorban az Újszövetség apostolainak leveleire emlékeztet, azt az átmenetet képviselik, amely az Újszövetség világából a tradíció korszakába vezet. Egymástól hatalmas távolságokban, a Római Birodalom különböző részein születtek ezek a művek, de mégis egységes képet mutatnak a 2. századba lépő keresztény egyházról és tanításáról, és mindegyikben érződik, hogy Jézus Krisztus személyisége még élénken él az apostolokkal való közvetlen kapcsolat miatt. A szerzők nem a keresztény tanítás tudományos egzaktságú, dogmatikus és teljes körű kifejtésére törekszenek, hanem inkább alkalmi jellegűek.